# Коротков, Владимир Иванович
Владимир Иванович Ко́ротков (1934—2016) — советский и российский художник-дизайнер.

## Биография
Родился 9 ноября 1934 года.
В 1958 году окончил архитектурный факультет ЛИСИ.
Работал художником на комбинате живописно-оформительского искусства СХ РСФСР.
В 1984 году проводил художественное оформление музея истории Днепродзержинска.
В 1980-х годах оформлял музее В. И. Ленина в Горках и Красноярске, музей в Днепродзержинске.
В 1990-х годах создал ООО «КОДО» («Коротков и дочери»), оформлял Музей политической истории России, музей истории Санкт-Петербурга. В конце 1990-х оформлял серию выставок в музеях Санкт-Петербурга.

Могила Короткова на Серафимовском кладбище Санкт-Петербурга.

Умер 27 августа 2016 года.

## Награды и премии
- Государственная премия УССР имени Т. Г. Шевченко (1979) — за оформление интерьера Днепропетровского исторического музея имени Д. И. Яворницкого
- заслуженный деятель искусств Монголии (1980) — за оформление музея В. И. Ленина.